# 몬머스의 난
몬머스의 난(Monmouth Rebellion) 또는 서부의 난(The Revolt of the West; The West Country rebellion)은 1685년 잉글랜드, 스코틀랜드, 아일랜드의 국왕인 제임스 2세를 몰아내고자 일어난 반란이다. 제임스 2세는 천주교도였고 잉글랜드의 신교도들은 그것이 마음에 들지 않았다. 제임스 2세의 전임자이자 제임스 2세의 형인 찰스 2세의 사생아인 몬머스 공작이 왕위의 권리를 요구하며 제임스 2세를 몰아내려 한 것이 몬머스의 난이다.